# James Cameron
James Francis Cameron, född 16 augusti 1954 i Kapuskasing i Ontario, är en kanadensisk filmregissör, manusförfattare och filmproducent. Filmerna som gjorde honom världskänd är Terminator, Aliens – Återkomsten, Avgrunden, Terminator 2 – Domedagen, True Lies, Titanic och Avatar. Titanic och Avatar är tvåa respektive trea av de mest inkomstbringande spelfilmerna genom tiderna.

## Biografi
Cameron flyttade till USA 1971, och slog igenom stort efter att han 1984 skrev och regisserade Terminator. Efter detta kom Cameron att regissera en mängd kassasuccéer och hade mellan åren 1998 och 2019 rekordet för mest inkomstbringande film med filmen Titanic (1997) och Avatar (2009). Han har även vunnit flera Oscars, bland annat för bästa regissör, producent och klippning. Cameron har planer på flera uppföljare till Avatar och inspelningarna av dessa pågår.
Enligt boken "Hjälten med tusen ansikten" av mytforskaren Joseph Campbell, inspirerades James Cameron starkt av berättarstrukturen Hjältens äventyr, liksom George Lucas, i filmerna Terminator, Titanic och Avatar.

## Filmkarriär
James Cameron började sin karriär i Hollywood genom att arbeta med specialeffekter. Han byggde bland annat miniatyrer till olika lågbudgetfilmer. 1980 var han Art director i sciencefiction-filmen Kriget bortom stjärnorna. Sitt första uppdrag som regissör fick Cameron i filmen Piraya II - De flygande mördarna från 1981. Han hann dock bara regissera filmen i åtta dagar innan bråk mellan Cameron och filmens producent gjorde att Cameron lämnade filminspelningen.
Efter flera år utan att kunna hitta ett filmbolag som ville satsa på Camerons egna filmidéer återkom Cameron 1984 i regissörsstolen med actionfilmen Terminator. Filmen blev en stor kassasuccé och gjorde även filmens skådespelare, Arnold Schwarzenegger och Linda Hamilton, till stjärnor över en natt.

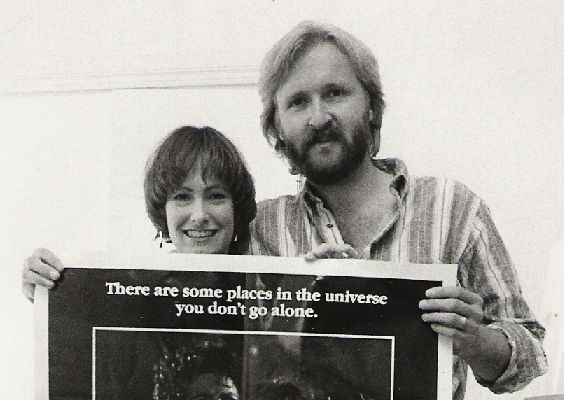
James Cameron och Gale Anne Hurd i Stockholm inför premiären av Aliens (1986).

1986 tog Cameron på sig att göra uppföljaren till succéfilmen Alien från 1979, Aliens – Återkomsten. Cameron blev varnad av flera kända regissörer att inte göra filmen då den för alltid skulle ses som en sämre uppföljare till originalet. Även flera skådespelare som medverkade i filmen såg James Cameron som en blek kopia på Alien-regissören Ridley Scott. Cameron valde trots detta att både regissera, producera och skriva manus till filmen och trots alla varningar kom även denna film att bli en stor kassasuccé.
Camerons nästa film, Avgrunden, var ytterligare en science fiction-film, och hade premiär 1989. Filmen som utspelades på en oljerigg nere på havets botten med en besättning som stöter på utomjordingar från havets djup blev ännu en framgång för Cameron, även om filmen inte riktigt drog in lika mycket pengar som Aliens hade gjort. Filmen inkluderade några tidiga dataanimeringar som aldrig tidigare hade skådats på film.
1991 regisserade Cameron uppföljaren till The terminator, Terminator 2 – Domedagen. Flera skådespelare från den första filmen, Arnold Schwarzenegger och Linda Hamilton, återkom även i denna. Filmen kom att bli världens då dyraste film. Filmen innehöll även en mängd nya specialeffekter som aldrig tidigare hade setts och för bland annat detta blev filmen belönad med flera Oscars. Terminator 2 blev en enorm succé världen över och kom totalt att dra in över 500 miljoner dollar.
1994 slog sig Cameron och Arnold Schwarzenegger återigen ihop i actionkomedin True Lies. Filmen som handlar om en hemlig agent (Schwarzenegger) som försöker dölja sin riktiga identitet för sin familj och omgivning var baserad på den franska filmen La Totale som Cameron hade sett flera år tidigare. Också denna film kom att bli världens då dyraste film men även en kassasuccé med totalt 350 miljoner intjänade dollar.
Under en längre tid hade Cameron haft ett stort intresse för Titanic och dess förlisning och den 1 september 1995 drog han igång ett jätteprojekt för att kunna återskapa denna händelse på film. Filmens handling kretsade kring två unga människor från olika samhällsklasser som av en slump träffas på Titanics jungfruresa över Atlanten och blir förälskade. Filmens handling övergick sedan till skeppets förlisning efter att ha kolliderat med ett isberg. Filmens budget kom att stiga flera gånger under inspelningens gång och Cameron fick vid ett flertal tillfällen ta emot tung kritik från filmbolagen. Filmen hade premiär den 19 december 1997 och drog in över 28 miljoner dollar bara under den första helgen. Totalt kom filmen att dra in över 1,8 miljarder dollar och förblev världens mest inkomstbringande film fram till 2010. Under 1998 års Oscarsgala vann Titanic totalt 11 Oscars bland annat för bästa regi och bästa film.

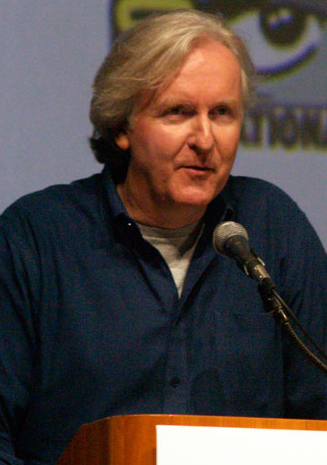
Cameron berättar om Avatar på Comic-Con festivalen i San Diego 2009.

Efter den stora framgången med Titanic försvann James Cameron i flera år från de stora Hollywoodproduktionerna och spelade istället in flera dokumentärer om havet och dess hemligheter (Aliens of the Deep, Expedition: Bismarck, Ghosts of the Abyss).
I början av 2000-talet hade Cameron och Ridley Scott, regissören av Alien, planer på ett samarbetsprojekt om en ny Alien-film. Men när 20th Century Fox godkände filmandet av Alien vs. Predator lades projektet på is.
2005 offentliggjorde Cameron att han hade två stora filmprojekt på gång, Avatar och Alita: Battle Angel.
Inspelningarna av den första filmen Avatar, som är en science fiction, påbörjades under sommaren 2007 och filmen hade premiär i december 2009. Filmen hade en budget på 237 miljoner dollar och spelades in med en helt ny 3D-teknik som Cameron själv hade varit med att utveckla. Avatar fick bra kritik för sina otroliga dataanimeringar och efter att ha visats en månad på bio gick filmen om Camerons Titanic som världens mest inkomstbringande film genom tiderna. Cameron har meddelat att han planerar flera uppföljare till filmen.
Under 2009 medgav även Cameron att han och Arnold Schwarzenegger hade talat om ett nytt samarbetsprojekt efter det att Schwarzenegger avgått som guvernör för Kalifornien.
Camerons kommande filmprojekt är uppföljarna till Avatar. Den första uppföljaren var planerad att släppas redan 2015 men blev uppskjuten flera gånger. Avatar: The Way of Water, den första uppföljaren, släpptes i december 2022 och kom att dra in över 2,3 miljarder Dollar runt om hela världen En tredje film är planerad att släppas under 2025.

### Återkommande skådespelare
Cameron har ofta använt sig av samma skådespelare i flera av sina filmer. Några ständigt återkommande har varit Arnold Schwarzenegger (Terminator, Terminator 2, True Lies) Michael Biehn (Terminator, Aliens, Avgrunden, Terminator 2), Bill Paxton (Terminator, Aliens, True Lies, Titanic) och Sigourney Weaver (Aliens, Avatar).
| Skådespelare          | Piraya 2 – De flygande mördarna (1981) | Terminator (1984) | Aliens – Återkomsten (1986) | Avgrunden (1989) | Terminator 2 – Domedagen (1991) | True Lies (1994) | Titanic (1997) | Avatar (2009) | Avatar:The way of water (2022) |
| --------------------- | -------------------------------------- | ----------------- | --------------------------- | ---------------- | ------------------------------- | ---------------- | -------------- | ------------- | ------------------------------ |
| William Wisher, Jr.   |                                        | No                |                             | No               | No                              |                  |                |               |                                |
| Lance Henriksen       | No                                     | No                | No                          |                  |                                 |                  |                |               |                                |
| Bill Paxton           |                                        | No                | No                          |                  |                                 | No               | No             |               |                                |
| Linda Hamilton        |                                        | No                |                             |                  | No                              |                  |                |               |                                |
| Michael Biehn         |                                        | No                | No                          | No               | No                              |                  |                |               |                                |
| Earl Boen             |                                        | No                |                             |                  | No                              |                  |                |               |                                |
| Arnold Schwarzenegger |                                        | No                |                             |                  | No                              | No               |                |               |                                |
| Jenette Goldstein     |                                        |                   | No                          |                  | No                              |                  | No             |               |                                |
| Sigourney Weaver      |                                        |                   | No                          |                  |                                 |                  |                | No            | No                             |
| Kate Winslet          |                                        |                   |                             |                  |                                 |                  | No             |               | No                             |

### Återkommande teman
Camerons filmproduktion innehåller återkommande detaljer, som återknyter till regissörens övriga filmer. Till exempel har alla filmer (förutom Piranha 2) börjat på antingen bokstaven A eller T. Ett annat exempel är skådespelaren Michael Biehn som i sina rollfigurer i alla Camerons filmer har blivit biten i handen på ett eller annat vis.

## Privatliv och övriga aktiviteter
Före sin filmkarriär hade Cameron flera yrken, bland annat var han lastbilschaufför och vaktmästare på en skola. Han har varit gift fem gånger och beskrivs ofta som en krävande och envis person med ett häftigt humör. Han var under en period på 1990-talet gift med Linda Hamilton som spelade Sarah Connor i Terminatorfilmerna. Cameron fick betala Hamilton 50 miljoner dollar när de sedan skilde sig.
Cameron är rådgivare åt den amerikanska rymdstyrelsen NASA. Han besökte 2012 Challengerdjupet i Marianergraven, i en egenkonstruerad djuphavsfarkost. Besöket var det andra bemannade i historien, efter Auguste Piccards och Don Walsh' nedstigning 1960 i batyskafen Trieste.

## Filmografi (i urval)
- 1978 – Xenogenesis (kortfilm)
- 1981 – Piraya 2 - De flygande mördarna (regi och manus)
- 1984 – Terminator (regi och manus)
- 1985 – Rambo – First Blood II (manus)
- 1986 – Aliens – Återkomsten (regi och manus)
- 1989 – Avgrunden (regi och manus)
- 1991 – Terminator 2 – Domedagen (regi, manus och producent)
- 1991 – Point Break (exekutiv producent)
- 1994 – True Lies (regi, manus och producent)
- 1995 – Strange Days (manus och producent)
- 1997 – Titanic (regi, manus och producent)
- 2000–2002 – Dark Angel (TV-serie)
- 2002 – Solaris (producent)
- 2009 – Avatar (regi, manus och producent)
- 2011 – Sanctum (exekutiv producent)
- 2019 – Alita: Battle Angel (manus och producent)
- 2019 – Terminator: Dark Fate (producent)
- 2022 – Avatar: The Way of Water (regi, manus och producent)
- 2025 – Avatar: Fire and Ash (regi, manus och producent)